# Cantalice
Cantalice är en ort och kommun i provinsen Rieti i regionen Lazio i Italien. Kommunen hade 2 624 invånare (2018).